# Ordonnance mandatoire
En droit pénal canadien, une ordonnance mandatoire (ou ordonnance obligatoire) est une ordonnance que le juge doit obligatoirement prononcer au moment où il prononce la peine d'une personne jugée coupable d'une infraction criminelle. Le mot mandatoire signifie que le juge n’a aucune discrétion quant à son imposition. 
Il existe trois ordonnances mandatoires : une sur la possession d'armes à feu, une sur le prélèvement d'ADN et une autre sur la suramende compensatoire. 

## Ordonnance mandatoire sur la possession d'armes à feu
D’abord, le tribunal va obliger le prévenu à ne pas posséder des armes à feu (art. 109 (1) a) C.cr.). Les conditions de l'impositions sont pour les crimes avec usage d'armes à feu et pour les crimes avec une peine maximale de 10 ans et perpétré avec usage ou tentative ou menace contre autrui. 

« Ordonnance d’interdiction obligatoire
109 (1) Le tribunal doit, en plus de toute autre peine qu’il lui inflige ou de toute autre condition qu’il lui impose dans l’ordonnance d’absolution, rendre une ordonnance interdisant au contrevenant d’avoir en sa possession des armes à feu, arbalètes, armes prohibées, armes à autorisation restreinte, dispositifs prohibés, munitions, munitions prohibées et substances explosives pour la période fixée en application des paragraphes (2) ou (3), lorsqu’il le déclare coupable ou l’absout en vertu de l’article 730, selon le cas :
a) d’un acte criminel passible d’une peine maximale d’emprisonnement égale ou supérieure à dix ans et perpétré avec usage, tentative ou menace de violence contre autrui;
a.1) d’un acte criminel perpétré avec usage, tentative ou menace de violence contre l’une des personnes suivantes :
(i) son partenaire intime,
(ii) l’enfant, le père ou la mère du contrevenant ou de l’une des personnes mentionnées au sous-alinéa (i),
(iii) toute personne qui réside avec le contrevenant ou l’une des personnes mentionnées aux sous-alinéas (i) ou (ii);
b) d’une infraction visée aux paragraphes 85(1) (usage d’une arme à feu lors de la perpétration d’une infraction), 85(2) (usage d’une fausse arme à feu lors de la perpétration d’une infraction), 95(1) (possession d’une arme à feu prohibée ou à autorisation restreinte avec des munitions), 99(1) (trafic d’armes), 100(1) (possession en vue de faire le trafic d’armes), 102(1) (fabrication d’une arme automatique), 103(1) (importation ou exportation non autorisées — infraction délibérée) ou à l’article 264 (harcèlement criminel);
c) d’une infraction relative à la contravention des paragraphes 5(1) ou (2), 6(1) ou (2) ou 7(1) de la Loi réglementant certaines drogues et autres substances;
c.1) d’une infraction relative à la contravention des paragraphes 9(1) ou (2), 10(1) ou (2), 11(1) ou (2), 12(1), (4), (5), (6) ou (7), 13(1) ou 14(1) de la Loi sur le cannabis;
d) d’une infraction relative à une arme à feu, une arbalète, une arme prohibée, une arme à autorisation restreinte, un dispositif prohibé, des munitions, des munitions prohibées ou des substances explosives, perpétrée alors que celui-ci était sous le coup d’une ordonnance, rendue en vertu de la présente loi ou de toute autre loi fédérale, lui en interdisant la possession. »

## Ordonnance mandatoire de prélèvement d'ADN
Lorsque le prévenu a commis une infraction super-primaire ou une infraction primaire, il va y avoir une ordonnance de prélèvement d’ADN en vertu de l'art. 487.051 (1) C.cr. ou de l'art. 487.051(2) C.cr.. 

« 487.051 (1) En cas de déclaration de culpabilité sous le régime de la présente loi, de la Loi sur le système de justice pénale pour les adolescents ou de la Loi sur les jeunes contrevenants, ou d’absolution en vertu de l’article 730, à l’égard d’une infraction qui a été commise même avant le 30 juin 2000 et qui, à la date du prononcé de la peine ou de l’absolution, était une infraction primaire au sens des alinéas a) et c.02) de la définition de ce terme à l’article 487.04, le tribunal doit rendre une ordonnance rédigée selon la formule 5.03  —  autorisant le prélèvement du nombre d’échantillons de substances corporelles de l’intéressé jugé nécessaire pour analyse génétique. »

La distinction entre les infractions super-primaires (art.487.04 a) C.cr) et les infractions primaires (art. 487.04 a.1) C.cr.) est que d'une part, les infractions super-primaires sont plus graves et que d'autre part, l'ordonnance mandatoire peut être discrétionnaire dans le cas des infractions primaires si le juge est d'avis que cela porte démesurément atteinte à la vie privée.

« 487.051(2) En cas de déclaration de culpabilité sous le régime de la présente loi, de la Loi sur le système de justice pénale pour les adolescents ou de la Loi sur les jeunes contrevenants, ou d’absolution en vertu de l’article 730, à l’égard d’une infraction qui a été commise même avant le 30 juin 2000 et qui, à la date du prononcé de la peine ou de l’absolution, était une infraction primaire au sens de l’un des alinéas a.1) à c.01) et c.03) à d) de la définition de ce terme à l’article 487.04, le tribunal doit rendre une ordonnance — rédigée selon la formule 5.03 — au même effet. Toutefois, il n’est pas tenu de le faire s’il est convaincu que l’intéressé a établi que l’ordonnance aurait, sur sa vie privée et la sécurité de sa personne, un effet nettement démesuré par rapport à l’intérêt public en ce qui touche la protection de la société et la bonne administration de la justice, que visent à assurer la découverte, l’arrestation et la condamnation rapides des contrevenants. »

Le tribunal a toutefois une discrétion quant à cette ordonnance pour les verdicts de non-responsabilité criminelle pour troubles mentaux (art. 487.051 (3) C.cr.) et pour les infractions secondaires (art. 487.051 (3) C.cr.).

## Ordonnance mandatoire imposant une suramende compensatoire
Il y a une troisième ordonnance obligatoire,  c’est l’imposition d’une suramende compensatoire en vertu de l‘ar.t 737 (1) C.cr. pour financer les programmes de services aide aux victimes d'actes criminels.

« 737 (1) Dans le cas où il est condamné — ou absous aux termes de l’article 730 — à l’égard d’une infraction prévue à la présente loi, à la Loi réglementant certaines drogues et autres substances ou à la Loi sur le cannabis, le contrevenant est tenu de verser une suramende compensatoire pour chaque infraction, en plus de toute autre peine qui lui est infligée. »

La constitutionnalité de l'obligation d'imposer une suramende compensatoire avait été contestée avec succès devant la Cour suprême du Canada dans l'arrêt R. c. Boudreault, mais la disposition a été modifiée pour qu'elle redevienne constitutionnelle. Désormais, le tribunal a une discrétion d'imposer la suramende compensatoire en vertu de l'art. 737 (2.1) C.cr., 

« Exception
(2.1) Malgré le paragraphe (1), le tribunal peut, d’office ou sur demande du contrevenant, ordonner que celui-ci n’ait pas à verser la suramende compensatoire ou que le montant de la suramende soit réduit dans les cas suivants :
(a) il est convaincu que la suramende causerait un préjudice injustifié au contrevenant;
(b) dans le cas contraire, il est convaincu que la suramende ne serait pas proportionnelle au degré de responsabilité du contrevenant ou à la gravité de l’infraction. »

Par conséquent, l'ordonnance de suramende compensatoire  n'est plus jugée inconstitutionnelle.